# Bahnstrecke Marseille–Ventimiglia
| TGV Duplex bei der Fahrt über den Fluss Siagne |                      |                                      |                                   |
| Streckenkarte |                      |                                      |                                   |
| Streckennummer (SNCF): | 930 000              |                                      |                                   |
| Kursbuchstrecke (SNCF): | 505                  |                                      |                                   |
| Streckenlänge: | 259,246 km           |                                      |                                   |
| Spurweite: | 1435 mm (Normalspur) |                                      |                                   |
| Stromsystem: | 1,5 kV =             |                                      |                                   |
| Stromsystem: | 25 kV, 50 Hz ~       |                                      |                                   |
| Maximale Neigung: | 8 ‰                  |                                      |                                   |
| Streckengeschwindigkeit: | 160 km/h             |                                      |                                   |
| Zweigleisigkeit: | ja                   |                                      |                                   |
| |                      |                                      |                                   |
| \| \| 0,000 \| Marseille-Saint-Charles \| 49 m \| \| \| \| nach Marseille-Joliette \| \| \| \| \| von Paris und von Grenoble \| \| \| \| 3,258 \| Marseille-Blancarde \| 50 m \| \| \| \| nach Marseille-Prado \| \| \| \| 5,450 \| Systemwechsel 1,5 kV/25 kV \| Systemwechsel 1,5 kV/25 kV \| \| \| 6,237 \| La Pomme \| 45 m \| \| \| 6,767 \| (A 50) \| (A 50) \| \| \| 8,414 \| Saint-Marcel \| 52 m \| \| \| 9,8 \| La Barrasse \| La Barrasse \| \| \| 12,448 \| La Penne-sur-Huveaune \| 77 m \| \| \| 15,682 \| (A 50) \| (A 50) \| \| \| 16,945 \| Aubagne \| 101 m \| \| \| \| nach La Barque \| \| \| \| 18,161 \| (Huveaune; 32 m) \| (Huveaune; 32 m) \| \| \| 20,248 \| Tunnel d’Aubagne (403 m) \| Tunnel d’Aubagne (403 m) \| \| \| 23,580 \| Tunnel du Mussuguet (2625 m) \| Tunnel du Mussuguet (2625 m) \| \| \| 26,848 \| Cassis \| 128 m \| \| \| 27,709 \| Tunnel de Collongue (154 m) \| Tunnel de Collongue (154 m) \| \| \| 29,000 \| Tunnel des Jeannots (1625 m) \| Tunnel des Jeannots (1625 m) \| \| \| \| von La Ciotat-Ville \| \| \| \| 36,517 \| La Ciotat \| 62 m \| \| \| 39,960 \| Saint-Antoine \| 28 m \| \| \| 43,156 \| Saint-Cyr – Les-Lecques – La-Cadière \| 25 m \| \| \| 45,397 \| Tunnel de Saint-Cyr (357 m) \| Tunnel de Saint-Cyr (357 m) \| \| \| 50,607 \| Bandol \| 36 m \| \| \| 52,455 \| Viaduc du Grand Vallat (306 m) \| Viaduc du Grand Vallat (306 m) \| \| \| 57,472 \| Ollioules – Sanary \| 17 m \| \| \| \| nach Toulon Port \| \| \| \| 61,820 \| La Seyne-Six-Fours \| 18 m \| \| \| 62,997 \| (A 50) \| (A 50) \| \| \| 66,982 \| Toulon \| 19 m \| \| \| 70,300 \| (A 57) \| (A 57) \| \| \| 70,4 \| Toulon-Sainte-Musse \| 24 m \| \| \| 74,303 \| La Garde \| 27 m \| \| \| 77,125 \| La Pauline – Hyères \| 36 m \| \| \| 77,487 \| Abzw nach Les Salins-d’Hyères \| Abzw nach Les Salins-d’Hyères \| \| \| 77,627 \| (A 570) \| (A 570) \| \| \| \| nach Les Salins-d’Hyères \| \| \| \| 80,588 \| La Farlède \| 59 m \| \| \| 83,808 \| Solliès-Pont \| 83 m \| \| \| 89,939 \| Cuers – Pierrefeu \| 121 m \| \| \| 90,800 \| (A 57) \| (A 57) \| \| \| 97,125 \| Puget-Ville \| 168 m \| \| \| 101,475 \| Carnoules \| 193 m \| \| \| \| nach Gardanne \| \| \| \| 104,678 \| Pignans \| 170 m \| \| \| 109,889 \| Gonfaron \| 186 m \| \| \| 120,190 \| Le Luc et Le Cannet \| 120 m \| \| \| 120,300 \| (A 8) \| (A 8) \| \| \| 129,887 \| Vidauban \| 61 m \| \| \| \| Les Arcs - Draguignan \| 62 m \| \| \| \| nach Draguignan \| \| \| \| 143,437 \| Le Muy \| 20 m \| \| \| 147,600 \| (A 8) \| (A 8) \| \| \| 149,348 \| Roquebrune-sus-Argens \| 13 m \| \| \| 153,087 \| Puget-sus-Argens \| 12 m \| \| \| 157,998 \| Fréjus \| 8 m \| \| \| 159,850 \| Fréjus-St-Raphaël (Autoverladung) \| Fréjus-St-Raphaël (Autoverladung) \| \| \| 161,091 \| Saint-Raphaël-Valescure \| Saint-Raphaël-Valescure \| \| \| 164,869 \| Boulouris-sur-Mer \| 12 m \| \| \| 167,500 \| Le Dramont \| 16 m \| \| \| 169,947 \| Agay 4 m \| Agay 4 m \| \| \| 170,001 \| (Agay Fluss; 76 m) \| (Agay Fluss; 76 m) \| \| \| 170,700 \| Tunnel d’Agay (155 m) \| Tunnel d’Agay (155 m) \| \| \| 173,787 \| Anthéor – Cap Roux \| 30 m \| \| \| 174,063 \| Viaduc d’Anthéor (217 m) \| Viaduc d’Anthéor (217 m) \| \| \| 177,259 \| Tunnel de Maubois (120 m) \| Tunnel de Maubois (120 m) \| \| \| 179,571 \| Le Trayas \| 31 m \| \| \| \| Tunnel de Notre Dame (46 m) \| \| \| \| 181,407 \| Tunnel des Saoumes (974 m) \| Tunnel des Saoumes (974 m) \| \| \| 184,244 \| Théoule-sur-Mer \| 19 m \| \| \| 184,653 \| Viaduc de la Rague (228 m) \| Viaduc de la Rague (228 m) \| \| \| 185,499 \| Mandelieu-la-Napoule \| 8 m \| \| \| 186,585 \| (Siagne; 164 m) \| (Siagne; 164 m) \| \| \| 186,688 \| Pinède de la Siagne \| 5 m \| \| \| 189,622 \| Cannes-Marchandises \| Cannes-Marchandises \| \| \| \| von Grasse \| \| \| \| 190,405 \| Cannes-La Bocca \| 4 m \| \| \| \| (Stadttunnel Cannes; 2087 m) \| \| \| \| 193,132 \| Cannes \| 6 m \| \| \| \| \| \| \| \| 199,169 \| Golfe Juan – Vallauris \| 4 m \| \| \| 202,318 \| Juan-les-Pins \| 10 m \| \| \| 204,151 \| Antibes \| 10 m \| \| \| 206,807 \| (Pont de la Brague; 164 m) \| (Pont de la Brague; 164 m) \| \| \| 207,063 \| Biot \| 5 m \| \| \| 209,230 \| Villeneuve-Loubet-plage \| 6 m \| \| \| 211,328 \| (Loup Fluss; 60 m) \| (Loup Fluss; 60 m) \| \| \| 211,647 \| Hippodrome de la Côte d’Azur \| 10 m \| \| \| 212,713 \| Cagnes-sur-Mer \| 10 m \| \| \| 213,251 \| (Cagnes-Bach; 40 m) \| (Cagnes-Bach; 40 m) \| \| \| 214,348 \| Cros-de-Cagnes \| 14 m \| \| \| 216,763 \| Saint-Laurent-du-Var \| 12 m \| \| \| 217,183 \| (Var; 684 m) \| (Var; 684 m) \| \| \| 217,729 \| (N 202; 124 m) \| (N 202; 124 m) \| \| \| 218,30 \| Nice-Saint-Augustin (seit 2022) \| Nice-Saint-Augustin (seit 2022) \| \| \| 218,601 \| (Route de Grenoble; 159 m) \| (Route de Grenoble; 159 m) \| \| \| 218,746 \| Nice-Saint-Augustin (bis 2022) \| 11 m \| \| \| 222,857 \| (Stadttunnel Nizza; 700 m) \| (Stadttunnel Nizza; 700 m) \| \| \| 224,114 \| Nice-Ville \| 16 m \| \| \| 224,379 \| (Avenue Malausséna; 150 m) \| (Avenue Malausséna; 150 m) \| \| \| 224,963 \| Tunnel de Cimiex (602 m) \| Tunnel de Cimiex (602 m) \| \| \| \| nach Breil-sur-Roya \| \| \| \| 225,997 \| (Paillon; 206 m) \| (Paillon; 206 m) \| \| \| 226,760 \| Nice-Riquier \| 19 m \| \| \| 227,120 \| Tunnel de Villefranche (1518 m) \| Tunnel de Villefranche (1518 m) \| \| \| 228,726 \| Villefranche-sur-Mer (ehem. Bf) \| 13 m \| \| \| \| \| \| \| \| 230,723 \| Beaulieu-sur-Mer \| 20 m \| \| \| 232,239 \| Tunnel de Cap-Roux (419 m) \| Tunnel de Cap-Roux (419 m) \| \| \| 233,532 \| Èze 18 m \| Èze 18 m \| \| \| 234,682 \| Tunnel de Cap Estel (544 m) \| Tunnel de Cap Estel (544 m) \| \| \| 235,774 \| Tunnel de Saint-Laurent (646 m) \| Tunnel de Saint-Laurent (646 m) \| \| \| 236,653 \| Tunnel de Mala (168 m) \| Tunnel de Mala (168 m) \| \| \| 236,928 \| Cap d’Ail \| 24 m \| \| \| 237,146 \| Tunnel de Rognoux (214 m) \| Tunnel de Rognoux (214 m) \| \| \| 237,400 \| (bis 1999) \| (bis 1999) \| \| \| 237,495 \| Tunnel de Monaco (2340 m) \| Tunnel de Monaco (2340 m) \| \| \| \| Tunnel de la Batterie (198 m) \| \| \| \| \| Staatsgrenze Frankreich–Monaco \| \| \| \| 239,626 \| Monaco-Monte-Carlo \| Monaco-Monte-Carlo \| \| \| 239,833 \| (bis 1964) \| (bis 1964) \| \| \| 240,205 \| Monaco-Monte-Carlo \| 27 m \| \| \| \| Tunnel Sainte-Dévote (132 m) \| \| \| \| \| Tunnel de Monte-Carlo (3012 m) \| \| \| \| 240,470 \| (bis 1999) \| (bis 1999) \| \| \| 240,997 \| Monte-Carlo \| Monte-Carlo \| \| \| 240,629 \| Staatsgrenze Monaco–Frankreich \| Staatsgrenze Monaco–Frankreich \| \| \| \| \| \| \| \| 243,374243,478 \| (bis 1964) \| (bis 1964) \| \| \| 243,480 \| Monte Carlo-Country Club \| 28 m \| \| \| 244,483 \| Roquebrune-Cap-Martin \| 28 m \| \| \| 245,656 \| Tunnel de Cap-Martin (625 m) \| Tunnel de Cap-Martin (625 m) \| \| \| 246,800 \| Carnolès-Roquebrune \| 14 m \| \| \| 248,600 \| Menton \| 16 m \| \| \| 249,665 \| Tunnel de Menton (473 m) \| Tunnel de Menton (473 m) \| \| \| 250,940 \| Menton-Garavan \| 16 m \| \| \| 251,934 \| Staatsgrenze Frankreich–Italien \| Staatsgrenze Frankreich–Italien \| \| \| \| Tunnel de Balzi-Rosi (83 m) \| \| \| \| \| Tunnel de Dogana (362 m) \| \| \| \| 253,988 \| Tunnel de Batteria (348 m) \| Tunnel de Batteria (348 m) \| \| \| \| Tunnel de Mortola (99 m) \| \| \| \| \| Tunnel de Mari (270 m) \| \| \| \| \| Tunnel de Calandre (70 m) \| \| \| \| \| Tunnel de Ventimiglia (563 m) \| \| \| \| \| von Breil-sur-Roya \| \| \| \| \| (Roya; 235 m) \| \| \| \| 259,246 \| Ventimiglia \| 9 m s.l.m. \| \| \| \| nach Genua \| \| |                      |                                      |                                   |
| Kopfbahnhof Streckenanfang | 0,000                | Marseille-Saint-Charles              | 49 m                              |
| Abzweig geradeaus und nach links |                      | nach Marseille-Joliette              | nach Marseille-Joliette           |
| Abzweig geradeaus, nach links und von links |                      | von Paris und von Grenoble           | von Paris und von Grenoble        |
| Bahnhof | 3,258                | Marseille-Blancarde                  | 50 m                              |
| Abzweig geradeaus und nach rechts |                      | nach Marseille-Prado                 | nach Marseille-Prado              |
| Kilometer-Wechsel | 5,450                | Systemwechsel 1,5 kV/25 kV           | Systemwechsel 1,5 kV/25 kV        |
| Bahnhof | 6,237                | La Pomme                             | 45 m                              |
| Brücke | 6,767                | (A 50)                               | (A 50)                            |
| Bahnhof | 8,414                | Saint-Marcel                         | 52 m                              |
| Haltepunkt / Haltestelle | 9,8                  | La Barrasse                          | La Barrasse                       |
| Bahnhof | 12,448               | La Penne-sur-Huveaune                | 77 m                              |
| Strecke mit Straßenbrücke | 15,682               | (A 50)                               | (A 50)                            |
| Bahnhof | 16,945               | Aubagne                              | 101 m                             |
| Abzweig geradeaus und ehemals nach links |                      | nach La Barque                       | nach La Barque                    |
| Brücke über Wasserlauf | 18,161               | (Huveaune; 32 m)                     | (Huveaune; 32 m)                  |
| Tunnel | 20,248               | Tunnel d’Aubagne (403 m)             | Tunnel d’Aubagne (403 m)          |
| Tunnel | 23,580               | Tunnel du Mussuguet (2625 m)         | Tunnel du Mussuguet (2625 m)      |
| Bahnhof | 26,848               | Cassis                               | 128 m                             |
| Tunnel | 27,709               | Tunnel de Collongue (154 m)          | Tunnel de Collongue (154 m)       |
| Tunnel | 29,000               | Tunnel des Jeannots (1625 m)         | Tunnel des Jeannots (1625 m)      |
| Abzweig geradeaus und ehemals von rechts |                      | von La Ciotat-Ville                  | von La Ciotat-Ville               |
| Bahnhof | 36,517               | La Ciotat                            | 62 m                              |
| ehemaliger Haltepunkt / Haltestelle | 39,960               | Saint-Antoine                        | 28 m                              |
| Bahnhof | 43,156               | Saint-Cyr – Les-Lecques – La-Cadière | 25 m                              |
| Tunnel | 45,397               | Tunnel de Saint-Cyr (357 m)          | Tunnel de Saint-Cyr (357 m)       |
| Bahnhof | 50,607               | Bandol                               | 36 m                              |
| Brücke über Wasserlauf | 52,455               | Viaduc du Grand Vallat (306 m)       | Viaduc du Grand Vallat (306 m)    |
| Bahnhof | 57,472               | Ollioules – Sanary                   | 17 m                              |
| Abzweig geradeaus und nach rechts |                      | nach Toulon Port                     | nach Toulon Port                  |
| Bahnhof | 61,820               | La Seyne-Six-Fours                   | 18 m                              |
| Strecke mit Straßenbrücke | 62,997               | (A 50)                               | (A 50)                            |
| Bahnhof | 66,982               | Toulon                               | 19 m                              |
| Strecke mit Straßenbrücke | 70,300               | (A 57)                               | (A 57)                            |
| Haltepunkt / Haltestelle | 70,4                 | Toulon-Sainte-Musse                  | 24 m                              |
| Bahnhof | 74,303               | La Garde                             | 27 m                              |
| Bahnhof | 77,125               | La Pauline – Hyères                  | 36 m                              |
| Blockstelle | 77,487               | Abzw nach Les Salins-d’Hyères        | Abzw nach Les Salins-d’Hyères     |
| Strecke mit Straßenbrücke | 77,627               | (A 570)                              | (A 570)                           |
| Abzweig geradeaus und nach rechts |                      | nach Les Salins-d’Hyères             | nach Les Salins-d’Hyères          |
| ehemaliger Bahnhof | 80,588               | La Farlède                           | 59 m                              |
| Bahnhof | 83,808               | Solliès-Pont                         | 83 m                              |
| Haltepunkt / Haltestelle | 89,939               | Cuers – Pierrefeu                    | 121 m                             |
| Brücke | 90,800               | (A 57)                               | (A 57)                            |
| Bahnhof | 97,125               | Puget-Ville                          | 168 m                             |
| Bahnhof | 101,475              | Carnoules                            | 193 m                             |
| Abzweig geradeaus und ehemals nach links |                      | nach Gardanne                        | nach Gardanne                     |
| Bahnhof | 104,678              | Pignans                              | 170 m                             |
| Bahnhof | 109,889              | Gonfaron                             | 186 m                             |
| Bahnhof | 120,190              | Le Luc et Le Cannet                  | 120 m                             |
| Brücke | 120,300              | (A 8)                                | (A 8)                             |
| Bahnhof | 129,887              | Vidauban                             | 61 m                              |
| Bahnhof |                      | Les Arcs - Draguignan                | 62 m                              |
| Abzweig geradeaus und nach links |                      | nach Draguignan                      | nach Draguignan                   |
| Dienststation / Betriebs- oder Güterbahnhof | 143,437              | Le Muy                               | 20 m                              |
| Strecke mit Straßenbrücke | 147,600              | (A 8)                                | (A 8)                             |
| ehemaliger Bahnhof | 149,348              | Roquebrune-sus-Argens                | 13 m                              |
| ehemaliger Bahnhof | 153,087              | Puget-sus-Argens                     | 12 m                              |
| Bahnhof | 157,998              | Fréjus                               | 8 m                               |
| Dienststation / Betriebs- oder Güterbahnhof | 159,850              | Fréjus-St-Raphaël (Autoverladung)    | Fréjus-St-Raphaël (Autoverladung) |
| Bahnhof | 161,091              | Saint-Raphaël-Valescure              | Saint-Raphaël-Valescure           |
| Haltepunkt / Haltestelle | 164,869              | Boulouris-sur-Mer                    | 12 m                              |
| Haltepunkt / Haltestelle | 167,500              | Le Dramont                           | 16 m                              |
| Haltepunkt / Haltestelle | 169,947              | Agay 4 m                             | Agay 4 m                          |
| Brücke über Wasserlauf | 170,001              | (Agay Fluss; 76 m)                   | (Agay Fluss; 76 m)                |
| Tunnel | 170,700              | Tunnel d’Agay (155 m)                | Tunnel d’Agay (155 m)             |
| Bahnhof | 173,787              | Anthéor – Cap Roux                   | 30 m                              |
| Brücke | 174,063              | Viaduc d’Anthéor (217 m)             | Viaduc d’Anthéor (217 m)          |
| Tunnel | 177,259              | Tunnel de Maubois (120 m)            | Tunnel de Maubois (120 m)         |
| Bahnhof | 179,571              | Le Trayas                            | 31 m                              |
| Tunnel |                      | Tunnel de Notre Dame (46 m)          | Tunnel de Notre Dame (46 m)       |
| Tunnel | 181,407              | Tunnel des Saoumes (974 m)           | Tunnel des Saoumes (974 m)        |
| Bahnhof | 184,244              | Théoule-sur-Mer                      | 19 m                              |
| Brücke | 184,653              | Viaduc de la Rague (228 m)           | Viaduc de la Rague (228 m)        |
| Bahnhof | 185,499              | Mandelieu-la-Napoule                 | 8 m                               |
| Brücke über Wasserlauf | 186,585              | (Siagne; 164 m)                      | (Siagne; 164 m)                   |
| ehemaliger Haltepunkt / Haltestelle | 186,688              | Pinède de la Siagne                  | 5 m                               |
| Dienststation / Betriebs- oder Güterbahnhof | 189,622              | Cannes-Marchandises                  | Cannes-Marchandises               |
| Abzweig geradeaus und von links |                      | von Grasse                           | von Grasse                        |
| Bahnhof | 190,405              | Cannes-La Bocca                      | 4 m                               |
| Tunnelanfang |                      | (Stadttunnel Cannes; 2087 m)         | (Stadttunnel Cannes; 2087 m)      |
| Bahnhof (im Tunnel) | 193,132              | Cannes                               | 6 m                               |
| Tunnelende |                      |                                      |                                   |
| Bahnhof | 199,169              | Golfe Juan – Vallauris               | 4 m                               |
| Bahnhof | 202,318              | Juan-les-Pins                        | 10 m                              |
| Bahnhof | 204,151              | Antibes                              | 10 m                              |
| Brücke über Wasserlauf | 206,807              | (Pont de la Brague; 164 m)           | (Pont de la Brague; 164 m)        |
| Bahnhof | 207,063              | Biot                                 | 5 m                               |
| Bahnhof | 209,230              | Villeneuve-Loubet-plage              | 6 m                               |
| Brücke über Wasserlauf | 211,328              | (Loup Fluss; 60 m)                   | (Loup Fluss; 60 m)                |
| ehemaliger Haltepunkt / Haltestelle | 211,647              | Hippodrome de la Côte d’Azur         | 10 m                              |
| Bahnhof | 212,713              | Cagnes-sur-Mer                       | 10 m                              |
| Brücke über Wasserlauf | 213,251              | (Cagnes-Bach; 40 m)                  | (Cagnes-Bach; 40 m)               |
| Haltepunkt / Haltestelle | 214,348              | Cros-de-Cagnes                       | 14 m                              |
| Haltepunkt / Haltestelle | 216,763              | Saint-Laurent-du-Var                 | 12 m                              |
| Brücke über Wasserlauf | 217,183              | (Var; 684 m)                         | (Var; 684 m)                      |
| Brücke | 217,729              | (N 202; 124 m)                       | (N 202; 124 m)                    |
| Haltepunkt / Haltestelle | 218,30               | Nice-Saint-Augustin (seit 2022)      | Nice-Saint-Augustin (seit 2022)   |
| Brücke | 218,601              | (Route de Grenoble; 159 m)           | (Route de Grenoble; 159 m)        |
| ehemaliger Bahnhof | 218,746              | Nice-Saint-Augustin (bis 2022)       | 11 m                              |
| Tunnel | 222,857              | (Stadttunnel Nizza; 700 m)           | (Stadttunnel Nizza; 700 m)        |
| Bahnhof | 224,114              | Nice-Ville                           | 16 m                              |
| Brücke | 224,379              | (Avenue Malausséna; 150 m)           | (Avenue Malausséna; 150 m)        |
| Tunnel | 224,963              | Tunnel de Cimiex (602 m)             | Tunnel de Cimiex (602 m)          |
| Abzweig geradeaus und nach links |                      | nach Breil-sur-Roya                  | nach Breil-sur-Roya               |
| Brücke über Wasserlauf | 225,997              | (Paillon; 206 m)                     | (Paillon; 206 m)                  |
| Haltepunkt / Haltestelle | 226,760              | Nice-Riquier                         | 19 m                              |
| Tunnel | 227,120              | Tunnel de Villefranche (1518 m)      | Tunnel de Villefranche (1518 m)   |
| Haltepunkt / Haltestelle | 228,726              | Villefranche-sur-Mer (ehem. Bf)      | 13 m                              |
| Tunnel |                      |                                      |                                   |
| Bahnhof | 230,723              | Beaulieu-sur-Mer                     | 20 m                              |
| Tunnel | 232,239              | Tunnel de Cap-Roux (419 m)           | Tunnel de Cap-Roux (419 m)        |
| Haltepunkt / Haltestelle | 233,532              | Èze 18 m                             | Èze 18 m                          |
| Tunnel | 234,682              | Tunnel de Cap Estel (544 m)          | Tunnel de Cap Estel (544 m)       |
| Tunnel | 235,774              | Tunnel de Saint-Laurent (646 m)      | Tunnel de Saint-Laurent (646 m)   |
| Tunnel | 236,653              | Tunnel de Mala (168 m)               | Tunnel de Mala (168 m)            |
| Haltepunkt / Haltestelle | 236,928              | Cap d’Ail                            | 24 m                              |
| Tunnel | 237,146              | Tunnel de Rognoux (214 m)            | Tunnel de Rognoux (214 m)         |
| Strecke von links (außer Betrieb) · Abzweig nach links und ehemals nach rechts · Strecke von rechts | 237,400              | (bis 1999)                           | (bis 1999)                        |
| Strecke (außer Betrieb) · Tunnelanfang | 237,495              | Tunnel de Monaco (2340 m)            | Tunnel de Monaco (2340 m)         |
| Tunnel (Strecke außer Betrieb) · Strecke (im Tunnel) |                      | Tunnel de la Batterie (198 m)        | Tunnel de la Batterie (198 m)     |
| Grenze (Strecke außer Betrieb) · Grenze (im Tunnel) |                      | Staatsgrenze Frankreich–Monaco       | Staatsgrenze Frankreich–Monaco    |
| Bahnhof (Strecke außer Betrieb) · Strecke (im Tunnel) | 239,626              | Monaco-Monte-Carlo                   | Monaco-Monte-Carlo                |
| Abzweig geradeaus und nach links (Strecke außer Betrieb) · Strecke von rechts (außer Betrieb) · Strecke (im Tunnel) | 239,833              | (bis 1964)                           | (bis 1964)                        |
| Strecke (außer Betrieb) · Strecke (außer Betrieb) · Bahnhof (im Tunnel) | 240,205              | Monaco-Monte-Carlo                   | 27 m                              |
| Strecke (außer Betrieb) · Tunnel (Strecke außer Betrieb) · Strecke (im Tunnel) |                      | Tunnel Sainte-Dévote (132 m)         | Tunnel Sainte-Dévote (132 m)      |
| Strecke (außer Betrieb) · Tunnelanfang (Strecke außer Betrieb) · Strecke (im Tunnel) |                      | Tunnel de Monte-Carlo (3012 m)       | Tunnel de Monte-Carlo (3012 m)    |
| Strecke (außer Betrieb) · Strecke nach links (außer Betrieb) (im Tunnel) · Abzweig geradeaus und ehemals von rechts (im Tunnel) | 240,470              | (bis 1999)                           | (bis 1999)                        |
| Bahnhof (Strecke außer Betrieb) · Strecke (im Tunnel) | 240,997              | Monte-Carlo                          | Monte-Carlo                       |
| Grenze (Strecke außer Betrieb) · Grenze (im Tunnel) | 240,629              | Staatsgrenze Monaco–Frankreich       | Staatsgrenze Monaco–Frankreich    |
| Strecke (außer Betrieb) · Tunnelende |                      |                                      |                                   |
| Strecke nach links (außer Betrieb) · Abzweig von links und ehemals von rechts · Strecke nach rechts | 243,374243,478       | (bis 1964)                           | (bis 1964)                        |
| Haltepunkt / Haltestelle | 243,480              | Monte Carlo-Country Club             | 28 m                              |
| Bahnhof | 244,483              | Roquebrune-Cap-Martin                | 28 m                              |
| Tunnel | 245,656              | Tunnel de Cap-Martin (625 m)         | Tunnel de Cap-Martin (625 m)      |
| Haltepunkt / Haltestelle | 246,800              | Carnolès-Roquebrune                  | 14 m                              |
| Bahnhof | 248,600              | Menton                               | 16 m                              |
| Tunnel | 249,665              | Tunnel de Menton (473 m)             | Tunnel de Menton (473 m)          |
| Haltepunkt / Haltestelle | 250,940              | Menton-Garavan                       | 16 m                              |
| Grenze | 251,934              | Staatsgrenze Frankreich–Italien      | Staatsgrenze Frankreich–Italien   |
| Tunnel |                      | Tunnel de Balzi-Rosi (83 m)          | Tunnel de Balzi-Rosi (83 m)       |
| Tunnel |                      | Tunnel de Dogana (362 m)             | Tunnel de Dogana (362 m)          |
| Tunnel | 253,988              | Tunnel de Batteria (348 m)           | Tunnel de Batteria (348 m)        |
| Tunnel |                      | Tunnel de Mortola (99 m)             | Tunnel de Mortola (99 m)          |
| Tunnel |                      | Tunnel de Mari (270 m)               | Tunnel de Mari (270 m)            |
| Tunnel |                      | Tunnel de Calandre (70 m)            | Tunnel de Calandre (70 m)         |
| Tunnel |                      | Tunnel de Ventimiglia (563 m)        | Tunnel de Ventimiglia (563 m)     |
| Abzweig geradeaus und von links |                      | von Breil-sur-Roya                   | von Breil-sur-Roya                |
| Brücke über Wasserlauf |                      | (Roya; 235 m)                        | (Roya; 235 m)                     |
| Bahnhof | 259,246              | Ventimiglia                          | 9 m s.l.m.                        |
| Strecke |                      | nach Genua                           | nach Genua                        |

Die Bahnstrecke Marseille–Ventimiglia ist eine zweigleisige Hauptbahn in Frankreich, Monaco und Italien und ist die westliche Fortsetzung der Bahnstrecke Genua–Ventimiglia.

## Geschichte

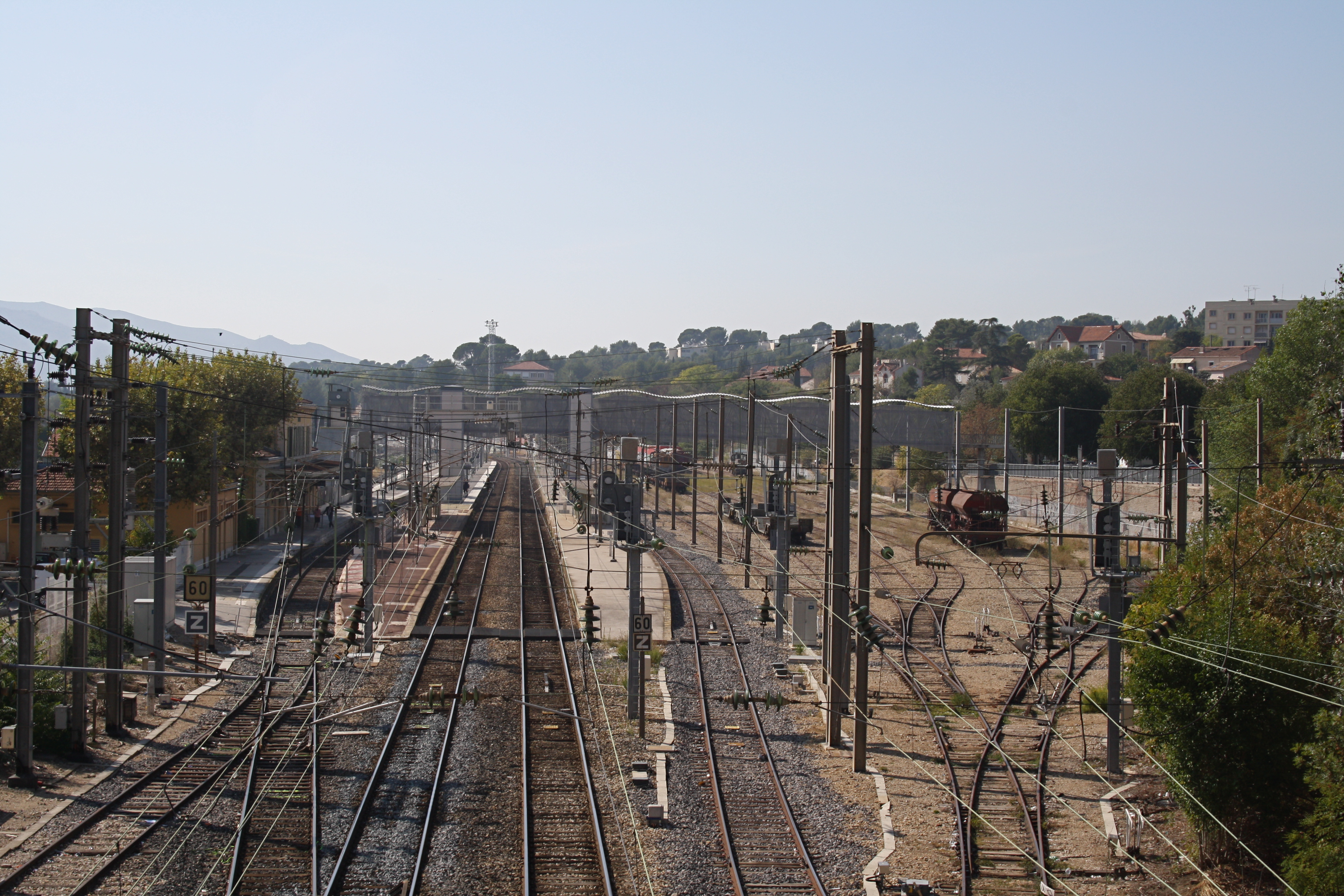
Bahnhof Aubagne

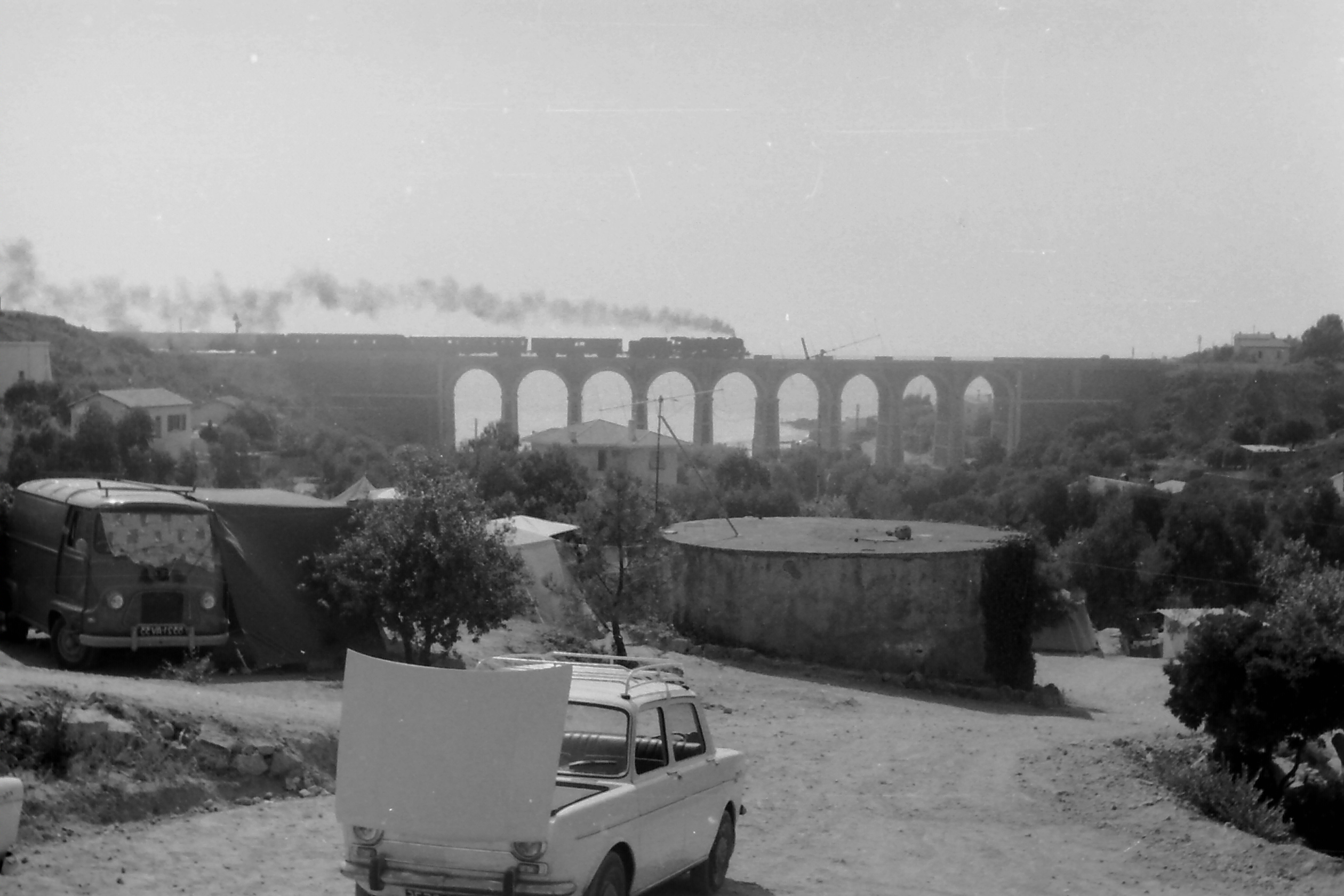
Dampfzug auf dem Viadukt von Anthéor (1964)

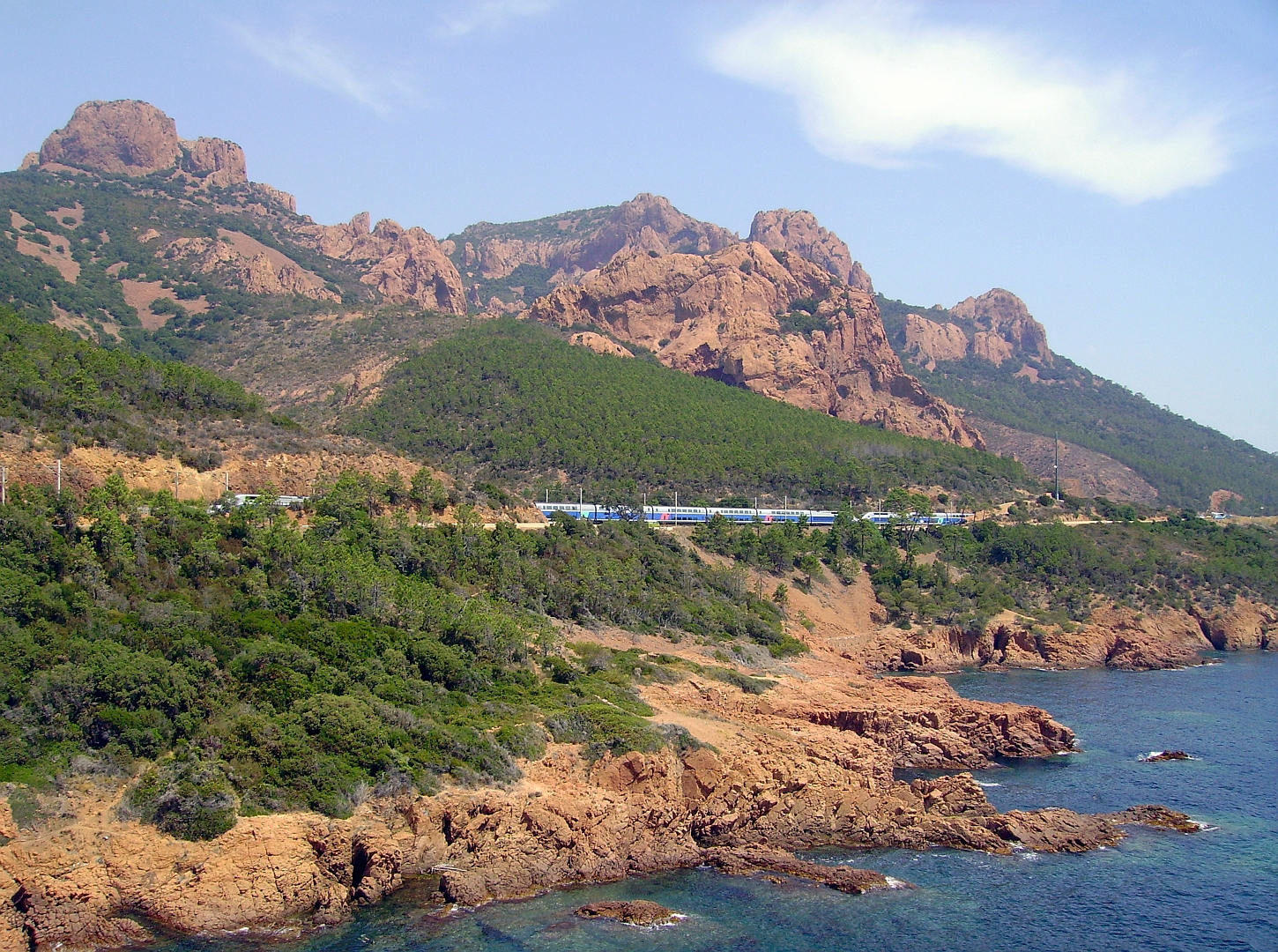
Strecke am Cap Roux bei Saint-Raphaël

1852 wurde der Bau einer Bahnstrecke zwischen Marseille und Toulon beschlossen. Grund war die erwünschte Erschließung des Militärhafens von Toulon, daher stellte der französische Staat nach einem 1842 verabschiedeten Gesetz 26 Millionen Franc für den Bau zur Verfügung. Insgesamt nahmen die Teileröffnungen der Strecke 14 Jahre in Anspruch. Der erste Abschnitt der Strecke ging am 20. Oktober 1858 zwischen Marseille und Aubagne durch die PLM in Betrieb.
Am 3. Mai folgenden Jahres wurde sie bis Toulon verlängert, ehe am 1. September 1862 die Gleise den Bahnhof von Les Arcs und weiter über eine spätere Zweiglinie Draguignan erreichten. 1863 wurde der Abschnitt bis Cagnes-sur-Mer in Betrieb genommen und 1864 derjenige nach Nizza. Vier Jahre später wurde das Fürstentum Monaco erreicht und 1869 Menton. Am 18. März 1872 wurde der grenzüberschreitende Lückenschluss zwischen Menton und Ventimiglia vollzogen, nachdem die italienische Küstenstadt knapp zwei Monate zuvor, am 25. Januar 1872, durch die Strecke aus Genua Bahnanschluss erhalten hatte. 1875 folgte die Zweigstrecke von Les Paulines nach Les Salins-d’Hyères. Der Bau barg eine Schwierigkeit in Form des Massif des Maures, bei dem 1862 zwischen 7000 und 8000 meist piemontesische, belgische oder deutsche Arbeiter beschäftigt waren.
Die Bahnstrecke entwickelte sich aufgrund des zunehmenden Tourismus bald zur wichtigen Verbindung, auf der Züge aus verschiedensten Ländern Feriengäste an die Côte d’Azur brachten. Seit etwa 1880 bis zum Zweiten Weltkrieg waren dies vor allem internationale Luxuszüge wie etwa der Train Bleu oder der Riviera-Express. 1925 führte die CIWL mit dem Milano–Nizza–Pullman–Express ihren ersten Pullman-Express über die Strecke. Nach dem Krieg kamen bis zur Inbetriebnahme der TGV-Verbindungen Trans-Europ-Express-Züge wie der TEE Mistral von Paris und der TEE Ligure von Mailand hinzu.
Die Elektrifizierung zog sich wie bereits der Bau über mehrere Jahre hin. 1965 wurde der Abschnitt zwischen Marseille und Les Arcs samt der Zweigstrecke nach Hyères unter Spannung gesetzt, 1967 derjenige zwischen Les Arcs und Saint-Raphaël, 1968 wurde auch das Teilstück nach Cannes elektrifiziert, ehe am 28. Januar 1969 die gesamte Strecke zwischen Marseille und Ventimiglia elektrifiziert war. Zwischen Marseille-St Charles und Marseille-La Pomme sowie zwischen der französisch-italienischen Grenze und dem Endbahnhof Ventimiglia wurde die Strecke mit 1500 Volt Gleichspannung elektrifiziert, auf dem Rest der Strecke mit 25 Kilovolt 50 Hertz Wechselspannung. Daher werden für TER unter anderem mit den E-Lokomotiven der Baureihe BB 22200 oder den Doppelstocktriebzügen der Reihen Z 24500 und Z 6500 ausschließlich zweisystemfähige Fahrzeuge eingesetzt. Alle TGV-Generationen können ohnehin mindestens unter den beiden französischen Stromsystemen verkehren.
Seit dem 4. April 1987 verkehren TGV über die Strecke bis nach Nizza, nachdem 1984 bereits Toulon und Hyères angeschlossen wurden. Sie verbinden die Côte d’Azur über Marseille und Toulon mit Paris, Lille, Lyon oder Genf. Zeitweise fuhren einzelne TGV bis Ventimiglia. 
2008 führte die TER Provence-Alpes-Côte d’Azur den Taktfahrplan auf ihren Linien ein.
2011 gelangte die Strecke in die Schlagzeilen, als Frankreich am 17. April 2011 einen vor allem mit tunesischen Flüchtlingen und Menschenrechtsaktivisten gefüllten Zug der TER PACA aus Ventimiglia an der Grenze stoppen und räumen ließ und als Maßnahme die Verbindung zwischen Menton und Ventimiglia für den gesamten Tag sperren ließ. Grund waren die zahlreichen tunesischen Migranten, welche bei ihrer Einreise in Italien Visa erhalten hatten und mit diesen nach Frankreich übersiedeln wollten. Daraufhin wurde der Bahnhof Ventimiglia von rund 200 Tunesiern und Menschenrechtsaktivisten besetzt. Trotz großer Kritik erhielt Frankreich von der EU Unterstützung für die Maßnahme.
Aufgrund von partieller Überlastung wurde die Strecke teilweise dreigleisig ausgebaut: Im Großraum Nizza wurde das dritte Gleis zwischen Antibes und Cagnes-sur-Mer am 15. Dezember 2013 in Betrieb genommen. Dieselbe Maßnahme ist zwischen Marseille und Aubagne erfolgt.

## Streckenverlauf
Die Bahnstrecke verläuft teilweise über lange Passagen im Küstenhinterland, ist aber dennoch in den Küstenabschnitten landschaftlich reizvoll.

### Marseille – Fréjus

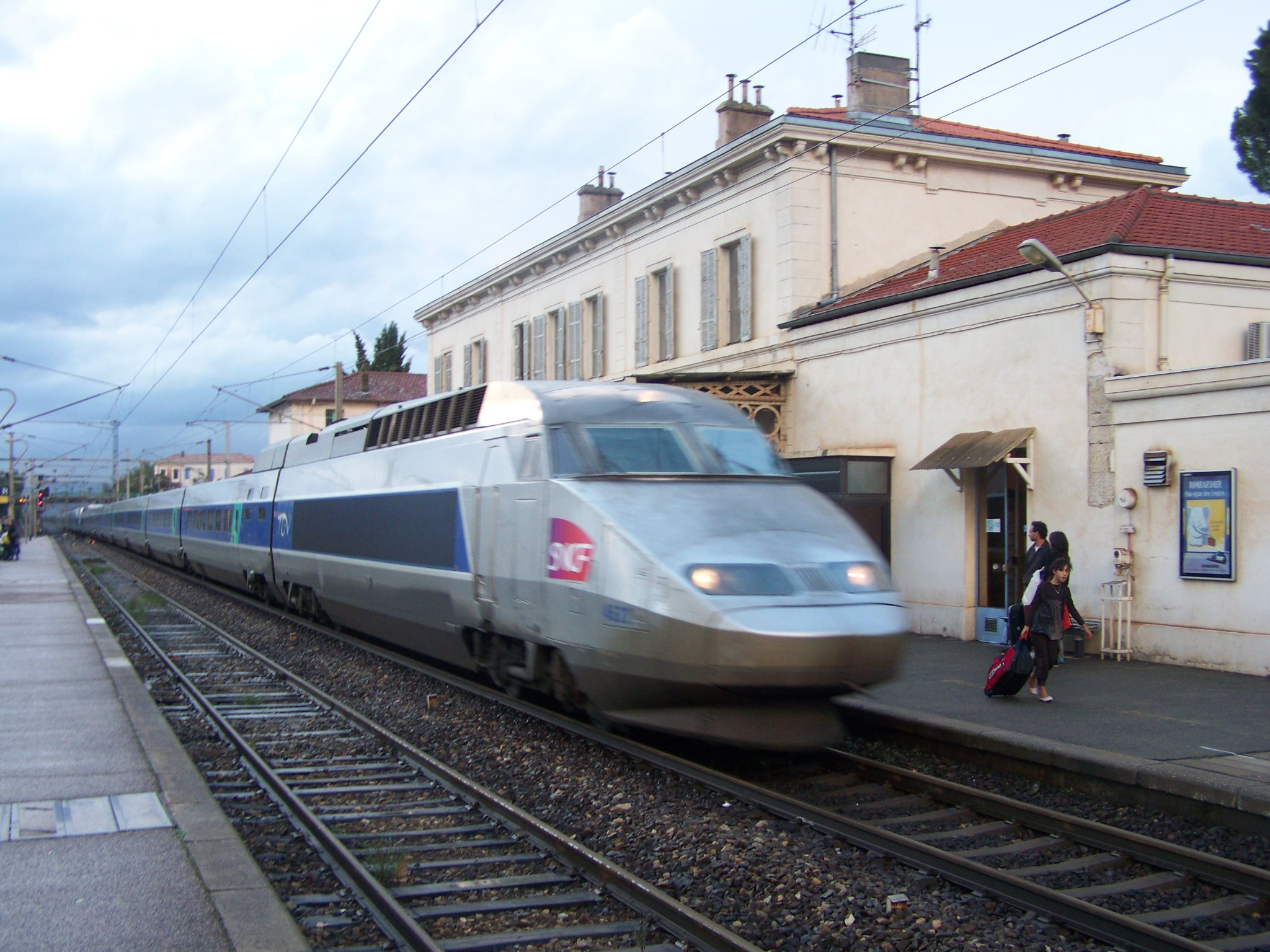
TGV im Bahnhof Les Arcs - Draguignan

Ausgehend vom Bahnhof Marseille-Saint-Charles wendet sich die Trassierung ostwärts im Küstenhinterland etwa 50 Meter über dem Meeresspiegel in das Tal der Huveaune hinein, das sie mit der Autoroute A 50 bis Aubagne teilt. Im Tunnel du Mussuguet wird dann, südwärts Richtung Küste gewandt, das Massif de Saint-Cyr untertunnelt und hoch über Cassis im Hinterland der gleichnamige Bahnhof passiert. Weiter geht es durch die Falaises Soubeyranes im Tunnel des Jeannots, ehe La Ciotat wiederum im Hinterland am Gebirgssaum erreicht ist. Nun geht es in Hanglage immerhin meist über der Küste via Saint-Cyr-sur-Mer nach Sanary-sur-Mer, wo die Halbinsel von Six-Fours-les-Plages geradlinig in der Ebene bis Toulon hinterfahren wird. Östlich von Toulon weicht die Bahnstrecke dann aus dem Küstenhinterland nordostwärts in die weite Senke zwischen Massif des Maures und den Monts toulonnais bzw. deren nördlicher Fortsetzung. Bei Gonfaron wird dabei die Wasserscheide zwischen den Einzugsgebieten des Réal Martin und des Argens, dessen Gewässerfurche es dann wieder hinunter zum Meer (Fréjus bzw. Saint-Raphaël) geht.

### Fréjus – Ventimiglia

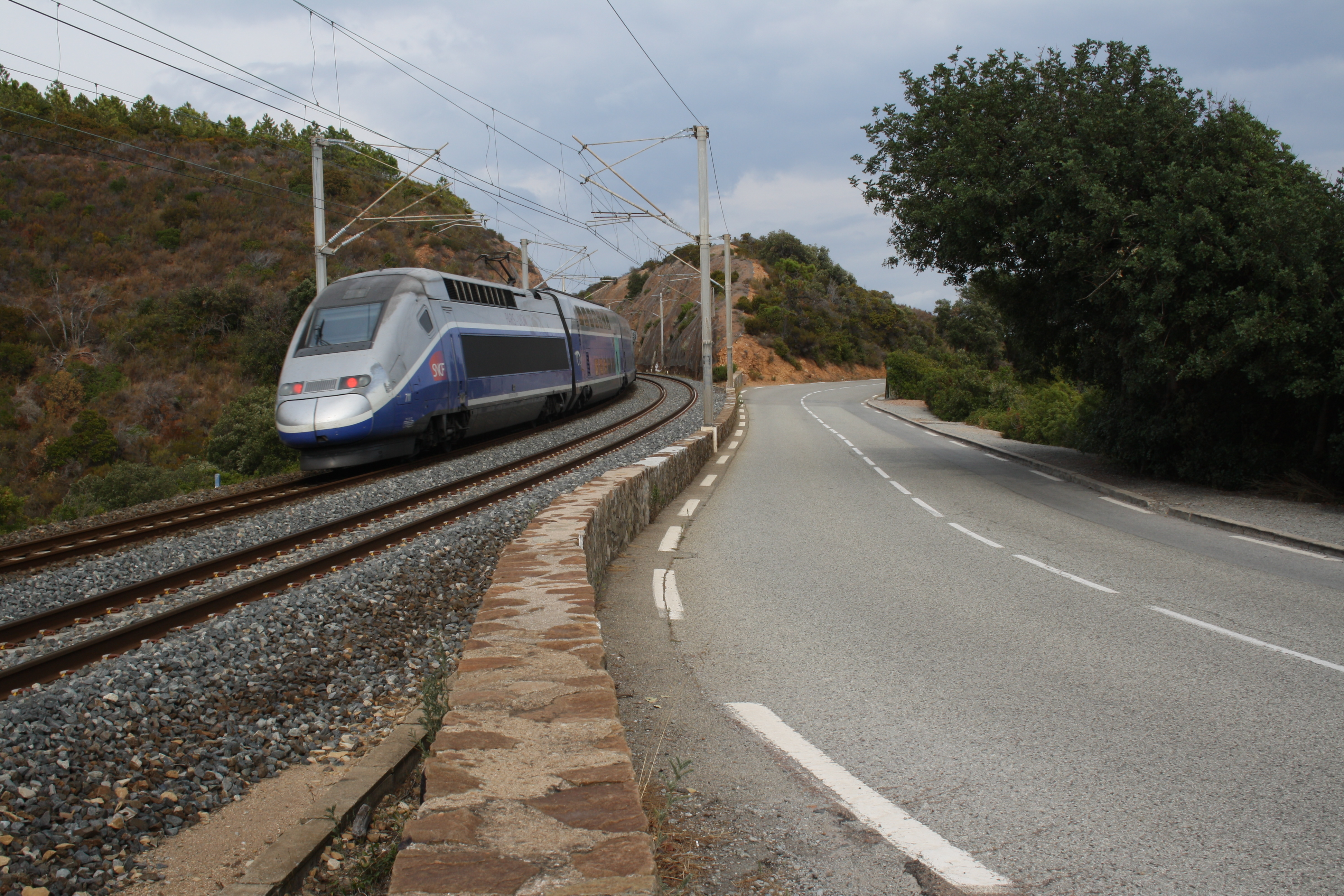
TGV Duplex auf der Bahnstrecke neben der ehemaligen Nationalstraße 559 am Cap Roux

Ab hier schmiegt sich die Bahnstrecke (mit wenigen Ausnahmen) in Hanglage an die Küstenlinie, passiert Cannes und Antibes und erreicht schließlich wieder am etwas breiteren Küstenstreifen, nach Überbrückung der Mündung des Flusses Var bei Saint-Laurent-du-Var und dem Flughafen Nizza Côte d’Azur, den Bahnhof Nizza, der etwas landeinwärts in einem Becken angelegt wurde. Ostwärts wird der aus den Alpen strömende Paillon noch im Stadtgebiet überbrückt, im Tunnel de Villefranche unter dem Mont Alban Villefranche-sur-Mer erreicht und nun abermals an den Küstenabhängen bis Monaco gefahren. Die ursprünglich offene Streckenführung wurde im Kleinstaat in den 1990ern in den Berg verlegt und erst beim Monte Carlo Country Club mit der Bestandsstrecke wieder verknüpft. Östlich von Menton passiert die Bahnstrecke die Staatsgrenze nach Italien, genauer Ligurien, und erreicht nach Überbrückung der Mündung des Flusses Roya, Ventimiglia.

## Betrieb
Die SNCF und weitere Anbieter führen diverse Fern- und Regionalverbindungen über die Strecke:

### Fernverkehr
TGV
- Paris Gare de Lyon/Metz/Bruxelles-Midi/Lille Europe/Genf-Cornavin/Dijon-Ville–Marseille–Nice-Ville  mit Halt in Marseille-Saint-Charles, Toulon, Les Arcs-Draguignan, Saint-Raphaël-Valescure, Cannes, Antibes und Nice-Ville

Teilweise enden die Zugläufe bereits in Toulon oder Hyères.
Intercités
- Nachtzug Intercités de nuit Paris Austerlitz–Nice Ville mit Halt in Marseille-Blancarde, Toulon, Les Arcs-Draguignan, Fréjus-Saint-Raphaël, Saint-Raphaël-Valescure, Cannes, Antibes und Nice-Ville

### Regionalverkehr

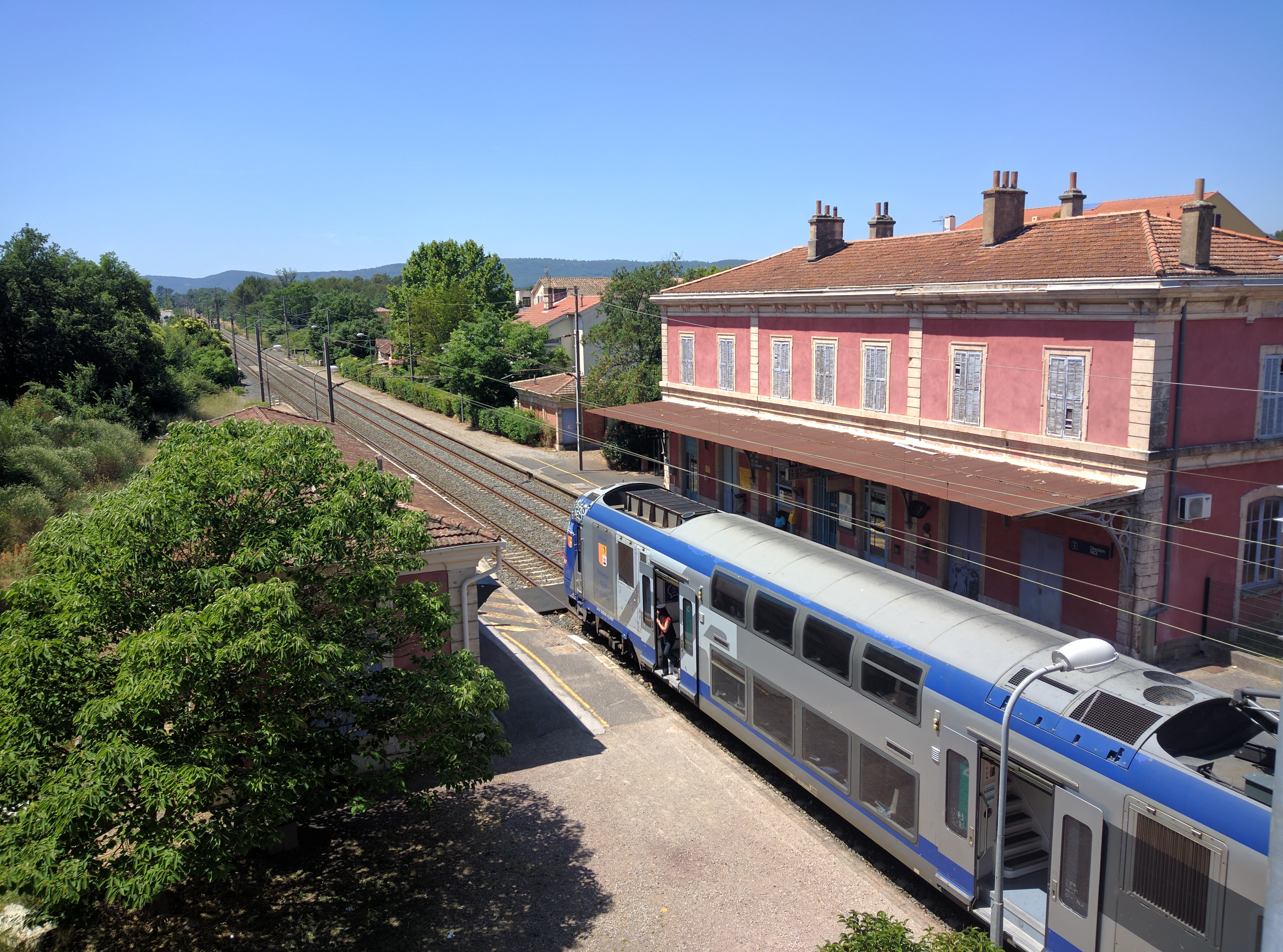
SNCF-Regionalzug in Luc-et-Le Cannet (2017)

Die TER PACA ist mit diversen Linien präsent. Beschleunigte Züge (analog zu einem deutschen Regional-Express) verkehren zwischen Marseille und Nizza im Stundentakt. Stündliche Verbindungen mit Halten an den meisten Zwischenstationen werden zwischen Marseille und Hyères, Marseille und Toulon, Les Arcs-Draguignan und Ventimiglia sowie Grasse und Ventimiglia angeboten, die sich zwischen Marseille und Toulon sowie Cannes La-Bocca und Ventimiglia jeweils zum Halbstundentakt überlagern. Weitere Fahrten zwischen Cannes, Nizza und Menton verdichten das Angebot zeitweise zum Viertelstundentakt. Zwischen Toulon und Les Arcs-Draguignan fahren etwa alle zwei Stunden Personenzüge mit Bedienung aller Unterwegshalte.
Aufgabenträger ist die Region. Betreiber der meisten Verbindungen ist die SNCF, die überwiegend Doppelstocktriebzüge der Typen TER 2N der ersten Generation und Bombardier Régio2N einsetzt. Die schnellen Regionalzüge zwischen Marseille und Nizza werden seit 29. Juni 2025 durch Transdev Rail betrieben. Das ist die erste Ausschreibung für Regionalverkehre, den die SNCF nicht gewonnen hat. Eingesetzt werden 16 achtteilige Régio 2N mit 352 Sitzen.